# Marunouchi (metropolitana di Nagoya)
Marunouchi (丸の内駅?, Marunouchi-eki) è una stazione della metropolitana di Nagoya situata nel quartiere di Naka-ku a Nagoya, in Giappone. Offre l'interscambio fra le linee Tsurumai e Sakura-dōri.

## Linee
Linea Tsurumai (T06)
 Linea Sakura-dōri (S04)

## Struttura
La stazione, sotterranea, offre l'interscambio fra le due linee, entrambe con banchine centrali e due binari passanti.
| 1 | Linea Tsurumai    | per Tsurumai, Akaike e Toyotashi |
| 2 | Linea Tsurumai    | per Kami-Otai e Inuyama          |
| 3 | Linea Sakura-dōri | per Imaike, Nonami e Tokushige   |
| 4 | Linea Sakura-dōri | per Nagoya e Nakamura Kuyakusho  |

## Stazioni adiacenti
| «                 | Servizio       | »              |
| Linea Tsurumai    | Linea Tsurumai | Linea Tsurumai |
| ----------------- | -------------- | -------------- |
| Sengen-chō        | -              | Fushimi        |
| Linea Sakura-dōri |                |                |
| Kokusai Center    | -              | Hisaya-ōdōri   |